# 赵振辉
赵振辉（1962年—），河北辛集人，汉族，中华人民共和国政治人物、第十二届全国人民代表大会河南地区代表。
毕业于西安交通大学化学工程专业。加入中国共产党。2013年，担任全国人大代表。